# Nemilosrdni gadovi
Nemilosrdni gadovi (eng. Inglourious Basterds) američki je ratni film iz 2009. godine, redatelja Quentina Tarantina. Premijerno je prikazan 20. svibnja 2009. na Filmskom festivalu u Cannesu, u službenu je distribuciju pušten 21. kolovoza, a u hrvatska je kina stigao 1. rujna. Radnja filma odvija se za vrijeme Drugog svjetskog rata u okupiranoj Francuskoj i prati mladu Židovku Shosannu, vlasnicu pariškog kina, kao i skupinu američkih gerilaca židovskog podrijetla.
Engleski naslov filma, Inglourious Basterds, inspiriran je talijanskim ratnim filmom iz 1978., Quel maledetto treno blindato, u SAD-u prevedenom kao The Inglorious Bastards. Tarantino, koji je ujedno i scenarist, na filmu je radio više od 10 godina.

## Radnja
Film, koji je podijeljen na pet poglavlja, započinje 1941. u jednom francuskom selu. SS-Standartenführer Hans Landa (Christoph Waltz), poznat pod nadimkom "Lovac na Židove", posjeti dom francuskog mljekara Perriera LaPaditea (Denis Menochet), za kojeg nacisti sumnjaju da skriva židovsku obitelj Dreyfus. Landa otkrije obitelj ispod kuhinjskog poda te pozove vojnike da ih ustrijele, a masakr koji slijedi jedina preživi djevojka Shosanna (Mélanie Laurent), koja se spasi bijegom.
U SAD-u se za to vrijeme obučava skupina komandosa židovskog podrijetla, koja se ima ubaciti u okupiranu Francusku s ciljem ubijanja njemačkih vojnika na osobito brutalan način i sijanja panike u Trećem Reichu. Skupinu predvodi poručnik Aldo Raine (Brad Pitt). Nakon što skupina pristigne u Francusku, počinju napadi na Nijemce, koje komandosi, prozvani "Nemilosrdnim gadovima" (Inglourious Basterds), ubijaju i skalpiraju, a preživjelima urezuju nacistički kukasti križ na čelo. Pridruži im se i njemački vojnik Hugo Stiglitz (Til Schweiger), kojeg je Raine oslobodio iz zatvora nakon što je ovaj ubio 13 njemačkih časnika.
U ljeto 1944., nedugo nakon savezničkog iskrcavanja na Normandiju, u Parizu ponovo susrećemo Shosannu, koja je sad, pod lažnim imenom Emmanuelle Mimieux, vlasnica jednog pariškog kina. Pristupi joj njemački vojnik Frederick Zoller (Daniel Brühl), ratni junak koji je na ruskoj bojišnici snajperom ubio točno 250 neprijateljskih vojnika i o kojem je snimljen propagandni film Stolz der Nation ("Ponos nacije"), te je pokuša impresionirati. Iako ga ona odbije, on ne odustaje te nagovori njemačkog ministra propagande, Josepha Goebbelsa (Sylvester Groth), da premijeru "Ponosa nacije" održi u Shosanninom kinu. Nakon što sazna da će premijeri nazočiti i Hitler (Martin Wuttke), Göring te Bormann, Shosanna smišlja osvetu zajedno sa svojim dečkom Marcelom (Jacky Ido). Odluči zapaliti kino velikom količinom filmskih rola izrađenih od trinitroceluloze.
Istodobno i "Gadovi" saznaju za premijeru te isplaniraju napad na kino, uz pomoć britanskog tajnog agenta Archieja Hicoxa (Michael Fassbender) i dvostruke špijunke, njemačke filmske zvijezde Bridget von Hammersmark (Diane Kruger). Međutim, njihov sastanak u francuskoj krčmi pođe po zlu i Nijemci ih otkriju. Hicox i Stiglitz ginu u pucnjavi, dok je Bridget ranjena. Ipak, "Gadovi" uspiju doći na premijeru u društvu Bridget s gipsom na nozi, gdje se predstave kao talijanski filmaši. Hans Landa, šef osiguranja premijere, brzo otkrije njihovu krinku i na ispitivanju zadavi Bridget. Nijemci uhite Rainea i Smithsona Utivicha (B. J. Novak), a Landa im, iznenađujuće, ponudi slobodu u zamjenu za vlastiti imunitet nakon rata, s čime se preko radija složi i Raineov zapovjednik (Harvey Keitel).
Za to vrijeme Zoller, kojega muči savjest zbog ubijenih vojnika, ode s premijere kako bi posjetio Shosannu u projekcijskoj sobi. Ona ga ponovo odbije, na što on pobjesni, a ona ga ustrijeli. Umirući, Zoller ubije Shosannu iz svojeg pištolja. Marcel tada zapali hrpu filmske vrpce sakrivene iza filmskog platna i dvoranu zahvati plamen. Uspaničenu masu, među kojima su Hitler i Goebbels, izrešetaju "Gadovi" Donowitz (Eli Roth) i Ulmer (Omar Doom), a aktivira se i eksploziv kojeg su donijeli, usmrtivši sve u kinu.
U krajnjoj sceni, Landa doveze Rainea i Utivicha do Savezničkih linija, gdje se ima namjeru predati. Raine ubije Landinog njemačkog pratitelja, a užasnutom Landi ureže kukasti križ na čelo.

## Glumci
- Brad Pitt: poručnik Aldo Raine
- Mélanie Laurent: Shosanna Dreyfus
- Christoph Waltz: SS-Standartenführer Hans Landa
- Eli Roth: narednik Donny Donowitz
- Michael Fassbender: poručnik Archie Hicox
- Diane Kruger: Bridget von Hammersmark
- Daniel Brühl: Frederick Zoller
- Til Schweiger: Feldwebel Hugo Stiglitz
- Gedeon Burkhard: kaplar Wilhelm Wicki
- Jacky Ido: Marcel
- B. J. Novak: razvodnik Smithson Utivich
- Omar Doom: Omar Ulmer
- August Diehl: SS-Sturmbannführer Hellstrom
- Denis Menochet: Perrier LaPadite
- Martin Wuttke: Adolf Hitler
- Sylvester Groth: Joseph Goebbels
- Alexander Fehling: Hauptfeldwebel Wilhelm / Pola Negri
- Mike Myers: general Ed Fenech
- Julie Dreyfus: Francesca Mondino
- Richard Sammel: Feldwebel Werner Rachtman
- Rod Taylor: Winston Churchill
- Sönke Möhring: Gefreiter Butz / Walter Frazer
- Samm Levine: razvodnik Hirschberg
- Paul Rust: razvodnik Andy Kagan
- Michael Bacall: razvodnik Michael Zimmerman
- Volker Michalowski: njemački vojnik / Edgar Wallace
- Christian Berkel: Eric
- Ludger Pistor: Hauptmann Wolfgang
- Jana Pallaske: Babette
- Michael Kranz: Herrman #3
- Rainer Bock: general Schönherr
- Christian Brückner: Kliest
- Hilmar Eichhorn: Emil Jannings
- Bo Svenson: američki pukovnik
- Harvey Keitel (glas): Raineov zapovjednik
- Samuel L. Jackson (glas): pripovjedač

## Vanjske poveznice
- Službena stranica  Arhivirana inačica izvorne stranice od 1. rujna 2009. (Wayback Machine)
- Nemilosrdni gadovi u internetskoj bazi filmova IMDb-a